# Katov
Katov (deutsch Kattow) ist eine Gemeinde in Tschechien. Sie liegt sechs Kilometer nordöstlich von Velká Bíteš und gehört zum Okres Brno-venkov.

## Geographie
Katov befindet sich in der zur Böhmisch-Mährischen Höhe gehörigen Křižanovská vrchovina (Krischanauer Bergland) in der Quellmulde eines rechten Zuflusses zur Březinka gegenüber deren Einmündung in die Halda. Westlich des Dorfes verläuft die Bahnstrecke Brno-Havlíčkův Brod, die nächste Bahnstation Níhov liegt in anderthalb Kilometer Entfernung von Katov.
Nachbarorte sind Na Burkách, Lubné und Kutiny im Norden, Kuřimská Nová Ves und Kuřimské Jestřabí im Nordosten, Blahoňov und Prosatín im Osten, Deblín und Svatoslav im Südosten, Pánov im Süden, Křižínkov im Südwesten, Březské und Březí im Westen sowie Níhov im Nordwesten.

## Geschichte
Die erste schriftliche Erwähnung des zur Herrschaft Deblín gehörigen Dorfes erfolgte im Jahre 1390 zusammen mit Nelepeč, Nová Ves, Cechy (Čížky), Žernovice (Žernůvka), Prosatín, Holasice, Podolí, Žďárek, Blahoňov, Pístkov (Pejškov) und Jestřebice als Margarethe von Lomnice die Güter ihrem Mann Čeňek von Kunstadt überschrieb. 1415 verkaufte Jan d. J. von Lomnice die Herrschaft Deblín mit allem Zubehör an dem Ritter Albrecht von Vetéřov. Dessen Nachkommen hielten den Besitz bis 1464, danach erwarben ihn die Herren von Boskowitz. Die Boskowitzer verkauften ihren Besitz in Deblín 1470 an die Stadt Brünn. Im 17. Jahrhundert bestand Katov aus neun Häusern. Bis zur Mitte des 19. Jahrhunderts blieb Katov danach der Stadt Brünn untertänig.
Nach der Aufhebung der Patrimonialherrschaften bildete Katov ab 1850 eine Gemeinde im Brünner Bezirk. Seit 1892 gehörte die Gemeinde zum Gerichtsbezirk Velká Bíteš im neu gebildeten Bezirk Velké Meziříčí. Im Jahre 1890 hatte das Dorf 247 Einwohner. 1930 lebten in den 31 Häusern von Katov 247 Menschen. Davon waren 207 Katholiken. Im Jahre hatte Katov 212 Einwohner. Zugleich war der Ort auf 41 Häuser angewachsen. 1939 begann der Bau der Eisenbahnstrecke von Tišnov nach Havlíčkův Brod. Während der deutschen Besetzung wurden in den Tunneln der Strecke unter dem Decknamen Diana unterirdische Fertigungsanlagen für den Flugzeugbau der Messerschmitt GmbH errichtet. In der Umgebung entstanden zum Ende des Zweiten Weltkrieges Kriegsgefangenenlager. Die Baracken des Lager Kutiny wurden nach Kriegsende zu Erholungsobjekten umgebaut. Nach der Auflösung des Okres Tišnov kam das Dorf mit Beginn des Jahres 1961 zum Okres Žďár nad Sázavou. Seit Beginn des Jahres 2005 gehört die Gemeinde Katov zum Okres Brno-venkov. Gepfarrt ist das Dorf zur Kirche St. Peter und Paul in Žďárec.

## Gemeindegliederung
Für die Gemeinde Katov sind keine Ortsteile ausgewiesen.

## Sehenswürdigkeiten
- Kapelle Mariä Wiegenfest
- Felsental der Halda, nördlich des Dorfes